# Aspilapteryx filifera
Aspilapteryx filifera är en fjärilsart som först beskrevs av Edward Meyrick 1912.  Aspilapteryx filifera ingår i släktet Aspilapteryx och familjen styltmalar.
Artens utbredningsområde är Namibia. Inga underarter finns listade i Catalogue of Life.